# Oliveira de Azeméis, Santiago de Riba-Ul, Ul, Macinhata da Seixa e Madail
Oliveira de Azeméis, Santiago de Riba-Ul, Ul, Macinhata da Seixa e Madail (llamada oficialmente União das Freguesias de Oliveira de Azeméis, Santiago de Riba-Ul, Ul, Macinhata da Seixa e Madail) es una freguesia portuguesa del municipio de Oliveira de Azeméis, distrito de Aveiro.

## Historia
Fue creada el 28 de enero de 2013 en aplicación de una resolución de la Asamblea de la República de Portugal promulgada el 16 de enero de 2013 con la unión de las freguesias de Madail, Macinhata da Seixa, Oliveira de Azeméis, Santiago de Riba-Ul y Ul, pasando su sede a estar situada en la antigua freguesia de Oliveira de Azeméis.

## Demografía
| Gráfica de evolución demográfica de Oliveira de Azeméis, Santiago de Riba-Ul, Ul, Macinhata da Seixa e Madail entre 2011 y 2021 |
| |
| Datos según el nomenclátor publicado por el INE portugués.                                                                      |